# Liste der Baudenkmale in Grönloh
In der Liste der Baudenkmale in Grönloh sind die Baudenkmale der niedersächsischen Ortschaft Grönloh in der Gemeinde Badbergen aufgelistet. Die übrigen Ortsteile sind in eigenständigen Listen aufgeführt.
Die Quelle der Baudenkmale ist der Denkmalatlas Niedersachsen. Der Stand der Liste ist der 10. Dezember 2024.

## Allgemein
In den Spalten befinden sich folgende Informationen:
- Lage: die Adresse des Baudenkmales und die geographischen Koordinaten. Kartenansicht, um Koordinaten zu setzen. In der Kartenansicht sind Baudenkmale ohne Koordinaten mit einem roten Marker dargestellt und können in der Karte gesetzt werden. Baudenkmale ohne Bild sind mit einem blauen Marker gekennzeichnet, Baudenkmale mit Bild mit einem grünen Marker.
- Bezeichnung: Bezeichnung des Baudenkmales
- Beschreibung: die Beschreibung des Baudenkmales. Unter § 3 Abs. 2 NDSchG werden Einzeldenkmale und unter § 3 Abs. 3 NDSchG Gruppen baulicher Anlagen und deren Bestandteile ausgewiesen.
- ID: die Objekt-ID des Baudenkmales
- Bild: ein Bild des Baudenkmales, ggf. zusätzlich mit einem Link zu weiteren Fotos des Baudenkmals im Medienarchiv Wikimedia Commons. Wenn man auf das Kamerasymbol klickt, können Fotos zu Baudenkmalen aus dieser Liste hochgeladen werden:

## Grönloh

### Gruppe: Hof Brake-Mittelkamp
Die Gruppe „Hof Brake-Mittelkamp“ umfasst die mehrseitig umschlossene Hofanlage. Die Gruppe hat die ID 35319852.

| Lage                                    | Bezeichnung              | Beschreibung | ID       | Bild |
| --------------------------------------- | ------------------------ | --- | -------- | ---- |
| Braken Weg 2 52° 37′ 58″ N, 8° 3′ 9″ O  | Wohn-/Wirtschaftsgebäude | Das Zweiständer-Hallenhaus wurde 1741 unter einem Satteldach errichtet und 1817 umgebaut. Das Kerngerüst konnte auf 1690 datiert werden. Der Wirtschaftsgiebel kragt dreifach, der Wohngiebel zweifach vor. | 35468389 |      |
| Braken Weg 2 52° 37′ 57″ N, 8° 3′ 11″ O | Scheune                  | Die Fachwerkscheune mit Querdurchfahrt (ursprünglich zwei Querdurchfahrten) wurde 1793 errichtet und 1885 umgebaut. Beide Giebel kragen zweifach vor.                                                       | 35468362 | BW   |
| Braken Weg 2 52° 37′ 57″ N, 8° 3′ 9″ O  | Scheune                  | Die Fachwerkscheune mit zwei Querdurchfahrten steht unter einem Satteldach. | 35469687 | BW   |
| Braken Weg 2 52° 37′ 58″ N, 8° 3′ 11″ O | Stall                    | Das massive Stallgebäude steht unter einem Satteldach. | 35469927 | BW   |
| Braken Weg 2 52° 37′ 56″ N, 8° 3′ 10″ O | Wagenschauer             | Der Wagenschauer in Fachwerkbauweise mit sechs Quereinfahrten wurde 1889 unter einem Satteldach errichtet.                                                                                                  | 35469571 | BW   |
| Braken Weg 2 52° 37′ 58″ N, 8° 3′ 11″ O | Nebengebäude             | Der Fachwerkschuppen mit drei Quereinfahrten steht unter einem Pultdach. Nahebei eine Scherwand. | 35468339 | BW   |
| Braken Weg 2 52° 37′ 58″ N, 8° 3′ 11″ O | Speicher                 | Der eingeschossige Fachwerkspeicher stand unter einem Satteldach. Beide Giebel kragten einfach vor. Das Gebäude wurde vor 2000 abgebrochen und dann aus dem Denkmalverzeichnis gestrichen.                  | 35468339 | BW   |

### Gruppe: Hof Rethorst (ehemals Große Wollermann)
Die Gruppe „Hof Rethorst (ehemals Große Wollermann)“ umfasst die mehrseitige Hofanlage. Die Gruppe hat die ID 45166924.

| Lage                                  | Bezeichnung              | Beschreibung | ID       | Bild |
| ------------------------------------- | ------------------------ | --- | -------- | ---- |
| Hausstätte 3 52° 38′ 4″ N, 8° 4′ 0″ O | Wohn-/Wirtschaftsgebäude | Das Vierständer-Hallenhaus wurde 1705 noch als Zweiständer-Hallenhaus unter einem Halbwalmdach errichtet und 1798 umgebaut. Das Kerngerüst konnte auf 1690 datiert werden. Der Wirtschaftsgiebel kragt zweifach, der Wohngiebel dreifach vor. | 45165727 | BW   |
| Hausstätte 3 52° 38′ 5″ N, 8° 4′ 1″ O | Scheune                  | Die Fachwerkscheune mit zwei Querdurchfahrten wurde 1826 unter einem Satteldach errichtet. | 45167140 | BW   |
| Hausstätte 3 52° 38′ 5″ N, 8° 4′ 0″ O | Stall                    | Der Fachwerkstall steht unter einem Satteldach. Beide Giebel kragen zweifach vor. | 45166952 | BW   |
| Hausstätte 3 52° 38′ 4″ N, 8° 4′ 1″ O | Speicher                 | Der zweigeschossige Fachwerkspeicher von 1775 steht unter einem Satteldach. Beide Giebel kragen zweifach vor. | 45167011 | BW   |
| Hausstätte 3 52° 38′ 5″ N, 8° 4′ 1″ O | Wagenschauer             | Der Wagenschauer unter einem Satteldach datiert auf 1890 (oder 1896). Beide Giebel kragen zweifach vor. | 45167159 | BW   |
| Hausstätte 3 52° 38′ 4″ N, 8° 4′ 2″ O | Wagenschauer             | Der Wagenschauer in Fachwerkbauweise steht unter einem Satteldach. Beide Giebel kragen zweifach vor. | 45167178 | BW   |

### Gruppe: Hof Middendorf (ehemals Goesmann)
Die Gruppe „Hof Middendorf (ehemals Goesmann)“ umfasst die mehrseitige Hofanlage unter einem alten Eichenbestand mit einem Eibengarten. Die Gruppe hat die ID 45167771.

| Lage                                   | Bezeichnung              | Beschreibung | ID       | Bild |
| -------------------------------------- | ------------------------ | --- | -------- | ---- |
| Hausstätte 7 52° 38′ 1″ N, 8° 4′ 12″ O | Wohn-/Wirtschaftsgebäude | Das Vierständer-Hallenhaus wurde 1822 unter einem Satteldach errichtet. Das Kerngerüst mag nach einer Inschrift in der inneren Diele auf 1625 datiert werden. Wohn- und Wirtschaftsgiebel kragen jeweils zweifach vor. | 45167668 | BW   |
| Hausstätte 7 52° 38′ 1″ N, 8° 4′ 13″ O | Scheune                  | Die Fachwerkscheune mit einer Querdurchfahrt wurde 1848 unter einem Satteldach errichtet. Beide Giebel kragen zweifach vor.                                                                                            | 45167863 | BW   |
| Hausstätte 7 52° 38′ 2″ N, 8° 4′ 11″ O | Speicher                 | Der zweigeschossige Fachwerkspeicher wurde 1783 unter einem Satteldach errichtet. Ein Backofen ist erhalten. | 45167836 | BW   |
| Hausstätte 7 52° 38′ 2″ N, 8° 4′ 10″ O | Stall                    | Der Fachwerkstall wurde für Kleinvieh errichtet. | 45167938 | BW   |
| Hausstätte 7 52° 38′ 1″ N, 8° 4′ 14″ O | Wagenschauer/Remise      | Der Wagenschauer wurde in Fachwerkbauweise errichtet und später erheblich umgebaut. | 45167916 | BW   |

### Gruppe: Hof Enders (ehemals Beckermann)
Die Gruppe „Hof Enders (ehemals Beckermann)“ umfasst die dreiseitige Hofanlage unter einem alten Baumbestand. Die Gruppe hat die ID 45168007.

| Lage                                           | Bezeichnung              | Beschreibung | ID       | Bild |
| ---------------------------------------------- | ------------------------ | --- | -------- | ---- |
| Holdorfer Chaussee 1 52° 37′ 50″ N, 8° 3′ 2″ O | Wohn-/Wirtschaftsgebäude | Das Vierständer-Hallenhaus wurde 1826 aus einem alten Zweiständer-Gebäude unter einem Satteldach errichtet. Wohn- und Wirtschaftsgiebel kragen jeweils dreifach vor. | 45168018 | BW   |
| Holdorfer Chaussee 1 52° 37′ 49″ N, 8° 3′ 2″ O | Scheune                  | Die Fachwerkscheune mit einer Längsdurchfahrt und zwei Querdurchfahrten steht unter einem Satteldach.                                                                | 35468187 | BW   |
| Holdorfer Chaussee 1 52° 37′ 48″ N, 8° 3′ 4″ O | Scheune                  | Die Fachwerkscheune steht auf einem verputzten Sockel und unter einem Satteldach.                                                                                    | 45168085 | BW   |
| Holdorfer Chaussee 1 52° 37′ 49″ N, 8° 3′ 3″ O | Stall                    | Die Fachwerkscheune hat zwei Quereinfahrten unter Zwerchgiebeln und im hinteren Teil befinden sich weitere zwei Zwerchgiebel.                                        | 45168064 | BW   |
| Holdorfer Chaussee 1 52° 37′ 49″ N, 8° 3′ 3″ O | Speicher                 | Der 1752 errichtete zweigeschossige Fachwerkspeicher steht unter einem Satteldach. Beide Giebel kragen zweifach vor.                                                 | 45168038 | BW   |

### Gruppe: Hof Queckemeier
Die Gruppe „Hof Queckemeier“ umfasst die mehrseitige Hofanlage unter einem alten Eichenbestand. Die Gruppe hat die ID 45168173.

| Lage                                            | Bezeichnung              | Beschreibung | ID       | Bild |
| ----------------------------------------------- | ------------------------ | --- | -------- | ---- |
| Holdorfer Chaussee 9 52° 36′ 49″ N, 8° 3′ 20″ O | Wohn-/Wirtschaftsgebäude | Das Zweiständer-Hallenhaus wurde 1824 unter einem Satteldach errichtet. Der Wohngiebel kragt dreifach, der Wirtschaftsgiebel zweifach vor. | 45168154 | BW   |
| Holdorfer Chaussee 9 52° 36′ 50″ N, 8° 3′ 19″ O | Scheune                  | Die Fachwerkscheune mit zwei Querdurchfahrten wurde 1872 unter einem Satteldach errichtet.                                                 | 45316514 | BW   |
| Holdorfer Chaussee 9 52° 36′ 50″ N, 8° 3′ 19″ O | Stall                    | Bei dem früheren Fachwerkstall wurden alle Wände durch Backsteinmauerwerk ersetzt.                                                         | 45316563 | BW   |
| Holdorfer Chaussee 9 52° 36′ 49″ N, 8° 3′ 19″ O | Stall                    | Der Fachwerkstall wurde unter einem Satteldach errichtet. Beide Giebel kragen zweifach vor.                                                | 45316563 | BW   |
| Holdorfer Chaussee 9 52° 36′ 49″ N, 8° 3′ 21″ O | Wagenschauer/Remise      | Das Fachwerkgebäude hat heute sechs Einfahrten.                                                                                            | 45316583 | BW   |

### Gruppe: Hof Gräper
Die Gruppe „Hof Gräper“ umfasst die mehrseitige Hofanlage unter einem alten Eichenbestand. Die Gruppe hat die ID 45168282.

| Lage                                         | Bezeichnung              | Beschreibung | ID       | Bild |
| -------------------------------------------- | ------------------------ | --- | -------- | ---- |
| Stiener Straße 14 52° 36′ 45″ N, 8° 3′ 43″ O | Wohn-/Wirtschaftsgebäude | Das Zweiständer-Hallenhaus wurde 1846 aus einem früheren Gebäude (datiert 1588) unter einem Satteldach errichtet. Wohn- und Wirtschaftsgiebel kragen jeweils zweifach vor. | 45168263 | BW   |
| Stiener Straße 14 52° 36′ 45″ N, 8° 3′ 44″ O | Scheune                  | Die Fachwerkscheune mit zwei Querdurchfahrten wurde 1854 unter einem Satteldach errichtet und 1894 erneuert. Beide Giebel kragen jeweils zweifach vor.                     | 45170738 | BW   |
| Stiener Straße 14 52° 36′ 44″ N, 8° 3′ 42″ O | Stall                    | Der massive Stall wurde 1930 errichtet. | 45170760 | BW   |
| Stiener Straße 14 52° 36′ 45″ N, 8° 3′ 41″ O | Stall                    | Das zweigeschossige massive Stallgebäude steht unter einem Satteldach. | 46453501 | BW   |
| Stiener Straße 14 52° 36′ 44″ N, 8° 3′ 45″ O | Wagenschauer/Remise      | Das Fachwerkgebäude von 1864 steht unter einem Satteldach. Beide Giebel kragen jeweils zweifach vor. Eine Erneuerung erfolgte 1930.                                        | 45170862 | BW   |
| Stiener Straße 14 52° 36′ 43″ N, 8° 3′ 44″ O | Wagenschauer/Remise      | Das Fachwerkgebäude wurde um 1925 errichtet. | 45170886 | BW   |

### Gruppe: Hof Engberding-Brickwedde (vorher: Hamke)
Die Gruppe „Hof Engberding-Brickwedde (ehemals Hamke)“ umfasst die mehrseitige Hofanlage aus dem beginnenden 19. Jahrhundert unter einem alten Baumbestand. Die Gruppe hat die ID 45170934.

| Lage                                        | Bezeichnung              | Beschreibung | ID       | Bild |
| ------------------------------------------- | ------------------------ | --- | -------- | ---- |
| Stiener Straße 22 52° 36′ 39″ N, 8° 3′ 6″ O | Wohn-/Wirtschaftsgebäude | Das Zweiständer-Hallenhaus wurde 1828 unter einem Satteldach errichtet. Wohn- und Wirtschaftsgiebel kragen jeweils dreifach vor.                                                                          | 45170915 | BW   |
| Stiener Straße 22 52° 36′ 40″ N, 8° 3′ 5″ O | Stall                    | Der Fachwerkstall wurde 1828 unter einem Satteldach errichtet. | 45170946 | BW   |
| Stiener Straße 22 52° 36′ 38″ N, 8° 3′ 7″ O | Backhaus                 | Das anderthalbgeschossige Fachwerkgebäude wurde noch in der ersten Hälfte das 19. Jahrhunderts unter einem Satteldach errichtet. Der Backofen ist entfernt worden und das Innere zu Wohnzwecken umgebaut. | 45170965 | BW   |
| Stiener Straße 22 52° 36′ 40″ N, 8° 3′ 5″ O | Wagenschauer/Remise      | Das Fachwerkgebäude mit zwei Zwerchgiebeln unter einem Satteldach wurde im 19. Jahrhundert errichtet. | 45201326 | BW   |

### Gruppe: Hof Rantze
Die Gruppe „Hof Rantze“ umfasst die schiefwinklige mehrseitige Hofanlage. Die Gruppe hat die ID 45171192.

| Lage                                         | Bezeichnung              | Beschreibung | ID       | Bild |
| -------------------------------------------- | ------------------------ | --- | -------- | ---- |
| Wittrocks Riede 13 52° 37′ 4″ N, 8° 3′ 24″ O | Wohn-/Wirtschaftsgebäude | Das Zweiständer-Hallenhaus wurde 1752 unter einem Satteldach errichtet. Der Wirtschaftsgiebel kragt dreifach, der Wohngiebel zweifach vor. | 45171150 | BW   |
| Wittrocks Riede 13 52° 37′ 3″ N, 8° 3′ 25″ O | Scheune                  | Die Fachwerkscheune mit einer Querdurchfahrt steht unter einem Satteldach. Beide Giebel kragen zweifach vor.                               | 45171248 | BW   |
| Wittrocks Riede 13 52° 37′ 4″ N, 8° 3′ 23″ O | Scheune                  | Die Fachwerkscheune mit Querdurchfahrten und einer Längsdurchfahrt steht unter einem Satteldach. Beide Giebel kragen zweifach vor.         | 45171223 | BW   |
| Wittrocks Riede 13 52° 37′ 4″ N, 8° 3′ 25″ O | Stall                    | Das Fachwerkgebäude, dessen Vordergiebel einfach hervorkragt, diente als Schafstall.                                                       | 45171203 | BW   |

### Gruppe: Hof Sickmann (vormals Wulfert)
Die Gruppe „Hof Sickmann (vormals Wulfert)“ umfasst eine mehrseitige Hofanlage unter einem alten Baumbestand. Die Gruppe hat die ID 45171298.

| Lage                                         | Bezeichnung              | Beschreibung | ID       | Bild |
| -------------------------------------------- | ------------------------ | --- | -------- | ---- |
| Wulferings Damm 5 52° 37′ 31″ N, 8° 3′ 46″ O | Wohn-/Wirtschaftsgebäude | Das Zweiständer-Hallenhaus wurde 1785 unter einem Satteldach errichtet. Der Wirtschaftsgiebel kragt dreifach, der Wohngiebel einfach vor. | 45171272 | BW   |
| Wulferings Damm 5 52° 37′ 30″ N, 8° 3′ 44″ O | Scheune                  | Die Fachwerkscheune von 1881 mit zwei Querdurchfahrten und Zwerchgiebel steht unter einem Satteldach. Beide Giebel kragen zweifach vor.   | 45171315 | BW   |
| Wulferings Damm 5 52° 37′ 30″ N, 8° 3′ 47″ O | Scheune                  | Die Fachwerkscheune mit zwei Querdurchfahrten steht unter einem Satteldach. Beide Giebel kragen dreifach vor.                             | 45171315 | BW   |
| Wulferings Damm 5 52° 37′ 31″ N, 8° 3′ 47″ O | Stall                    | Das Fachwerkgebäude steht unter einem Satteldach und wurde als Schweinestall genutzt. Beide Giebel kragen zweifach vor.                   | 45171376 | BW   |
| Wulferings Damm 5 52° 37′ 31″ N, 8° 3′ 47″ O | Speicher                 | Das zweigeschossige Fachwerkgebäude wurde 1701 unter einem Satteldach errichtet.                                                          | 45171399 | BW   |
| Wulferings Damm 5 52° 37′ 32″ N, 8° 3′ 49″ O | Nebengebäude             | Das eingeschossige Fachwerkgebäude (möglicherweise ehemals ein Backhaus) wurde unter einem Satteldach errichtet.                          | 45171424 | BW   |
| Wulferings Damm 5 52° 37′ 30″ N, 8° 3′ 45″ O | Wagenschauer/Remise      | Das Fachwerkgebäude mit zwei Querdurchfahrten und einer Quereinfahrt steht unter einem Satteldach.                                        | 45171335 | BW   |

### Gruppe: Hof Budke (ehemals Kleine Wollermann)
Die Gruppe „Hof Budke (ehemals Kleine Wollermann)“ umfasste eine dreiseitige Hofanlage unter einem alten Eichenbestand. Im November 2019 kam es zu einem Brand, der einige Gebäude erheblich beschädigte. Die Gruppe hat die ID 45171640.

| Lage                                          | Bezeichnung              | Beschreibung | ID       | Bild |
| --------------------------------------------- | ------------------------ | --- | -------- | ---- |
| Wulferings Damm 10 52° 37′ 50″ N, 8° 4′ 23″ O | Wohn-/Wirtschaftsgebäude | Das Zweiständer-Hallenhaus wurde 1753 mit einem Innengerüst von 1584 unter einem Satteldach errichtet. Der Wirtschaftsgiebel kragte dreifach, der Wohngiebel einfach vor. Bei einem Brand im November 2019 wurde das Gebäude erheblich zerstört und damit aus dem Denkmalverzeichnis gestrichen. | 45171618 | BW   |
| Wulferings Damm 10 52° 37′ 49″ N, 8° 4′ 23″ O | Scheune                  | Die Fachwerkscheune mit zwei Querdurchfahrten wurde 1843 unter einem Satteldach errichtet. | 45171676 | BW   |
| Wulferings Damm 10 52° 37′ 49″ N, 8° 4′ 24″ O | Stall                    | Das Fachwerkgebäude zeigte einen Zwerchgiebel. Durch den Brandschaden im November 2019 wurde das Gebäude erheblich beschädigt und aus dem Denkmalverzeichnis gestrichen. | 45171699 | BW   |
| Wulferings Damm 10 52° 37′ 50″ N, 8° 4′ 24″ O | Speicher                 | Das anderthalbgeschossige Fachwerkgebäude wurde in den 1650er Jahren errichtet und 1695 umgebaut. | 45171654 | BW   |
| Wulferings Damm 10 52° 37′ 50″ N, 8° 4′ 22″ O | Nebengebäude             | Das Fachwerkgebäude dient als Schuppen. | 45171598 | BW   |
| Wulferings Damm 10 52° 37′ 49″ N, 8° 4′ 22″ O | Nebengebäude             | Das Fachwerkgebäude diente als Holzschuppen, wurde aber wegen des Substanzverlusts 2022 aus dem Denkmalverzeichnis gestrichen. | 45171648 | BW   |

### Gruppe: Hof Netheler
Die Gruppe „Hof Netheler“ umfasst eine dreiseitige Hofanlage mit Garten unter einem alten Eichenbestand. Die Gruppe hat die ID 45171897.

| Lage                                         | Bezeichnung              | Beschreibung | ID       | Bild |
| -------------------------------------------- | ------------------------ | --- | -------- | ---- |
| Wulferings Damm 24 52° 37′ 30″ N, 8° 4′ 7″ O | Wohn-/Wirtschaftsgebäude | Das Zweiständer-Hallenhaus wurde 1768 unter einem Satteldach errichtet und 1937, 1967 und 1972 umgebaut. Der Wirtschaftsgiebel kragt dreifach, der Wohngiebel einfach vor.                                   | 45171911 | BW   |
| Wulferings Damm 24 52° 37′ 30″ N, 8° 4′ 5″ O | Scheune                  | Die Fachwerkscheune mit ehemals zwei Querdurchfahrten wurde 1840 errichtet und später zu einem Stall umgebaut. Beide Giebel kragen zweifach vor.                                                             | 45171936 | BW   |
| Wulferings Damm 24 52° 37′ 29″ N, 8° 4′ 7″ O | Stall                    | Das Ende des 19. Jahrhunderts errichtete Fachwerkgebäude unter einem Satteldach wird als Schweinestall genutzt. Beide Giebel kragen zweifach vor. Es erfolgte ein umfangreicher Umbau des hinteren Teils.    | 45171964 | BW   |
| Wulferings Damm 24 52° 37′ 30″ N, 8° 4′ 9″ O | Backhaus                 | Das anderthalbgeschossige Fachwerkgebäude wurde 1673 unter einem Satteldach errichtet. Ein Backsteinsockel wurde später hinzugefügt, der Backofen entfernt. 1939/1940 wurden Räume zur Wohnnutzung angebaut. | 45171996 | BW   |

### Einzeldenkmale
| Lage                                              | Bezeichnung              | Beschreibung | ID       | Bild |
| ------------------------------------------------- | ------------------------ | --- | -------- | ---- |
| Hausstätte 7B 52° 38′ 2″ N, 8° 4′ 20″ O           | Wohn-/Wirtschaftsgebäude | Das Zweiständer-Hallenhaus wurde 1850 als Heuerhaus für den Hof Middendorf (damals Goesmann) unter einem Satteldach errichtet. Der Wirtschaftsgiebel kragt dreifach, der Wohngiebel zweifach vor. | 45167771 | BW   |
| Holdorfer Chaussee 15a 52° 36′ 32″ N, 8° 3′ 35″ O | Wohn-/Wirtschaftsgebäude | Das Zweiständer-Hallenhaus wurde 1704 auf dem Hof Göhlinghorst unter einem Satteldach errichtet. Der Wirtschaftsgiebel kragt dreifach, der Wohngiebel zweifach vor.                               | 45168185 | BW   |
| Holdorfer Chaussee 17 52° 37′ 13″ N, 8° 3′ 12″ O  | Wohn-/Wirtschaftsgebäude | Das Zweiständer-Hallenhaus wurde 1735 auf dem Hof Kahmann unter einem Satteldach errichtet. Wohn- und Wirtschaftsgiebel kragen jeweils dreifach vor.                                              | 45168205 | BW   |
| Stiener Straße 30a 52° 36′ 47″ N, 8° 3′ 6″ O      | Wohn-/Wirtschaftsgebäude | Das Zweiständer-Hallenhaus wurde 1737 auf dem Hof Meier (zuvor Rahrt) unter einem Satteldach errichtet. Der Wirtschaftsgiebel kragt dreifach, der Wohngiebel zweifach vor.                        | 45171072 | BW   |
| Wittrocks Riede 12 52° 37′ 0″ N, 8° 3′ 45″ O      | Wohn-/Wirtschaftsgebäude | Das Zweiständer-Hallenhaus wurde 1750 auf dem Hof Wittrock unter einem Satteldach errichtet. Der Wirtschaftsgiebel kragt dreifach, der Wohngiebel zweifach vor.                                   | 45171103 | BW   |
| Wittrocks Riede 12a 52° 36′ 50″ N, 8° 3′ 59″ O    | Wohn-/Wirtschaftsgebäude | Das Zweiständer-Hallenhaus wurde im 18. Jahrhundert als Heuerhaus für den Hof Wittrock unter einem Satteldach errichtet.                                                                          | 45171130 | BW   |
| Wulferings Damm 8a 52° 37′ 40″ N, 8° 4′ 18″ O     | Wohn-/Wirtschaftsgebäude | Das Zweiständer-Hallenhaus wurde im 18./19. Jahrhundert als Heuerhaus für den Hof Middelkamp unter einem Satteldach errichtet. 1937 und um 1945 wurde das Gebäude verändert.                      | 45171591 | BW   |
| Wulferings Damm 16 52° 37′ 27″ N, 8° 4′ 12″ O     | Wohn-/Wirtschaftsgebäude | Das Backsteingebäude mit quergestelltem Wohnhaus unter einem Halbwalmdach wurde zwischen 1867 und 1878 auf dem Hof Sänke (vormals Theilner) errichtet.                                            | 51708775 | BW   |

### Ehemalige Gruppe: Hof Dettmer
Die Gruppe „Hof Dettmer“ umfasste eine mehrseitige Hofanlage. Wegen der Veränderungen wurde mit Ausnahme des Wohn-/Wirtschaftsgebäudes die gesamte Gruppe 1986 aus dem Denkmalverzeichnis gestrichen. Die Gruppe hatte die ID 45172048.

| Lage                                          | Bezeichnung              | Beschreibung | ID       | Bild |
| --------------------------------------------- | ------------------------ | --- | -------- | ---- |
| Wulferings Damm 31 52° 37′ 32″ N, 8° 4′ 21″ O | Wohn-/Wirtschaftsgebäude | Das Vierständer-Hallenhaus wurde 1761 unter einem Satteldach errichtet und 1835 umgebaut. Wohn- und Wirtschaftsgiebel kragen jeweils dreifach vor.                                     | 45172227 | BW   |
| Wulferings Damm 31 52° 37′ 32″ N, 8° 4′ 21″ O | Scheune                  | Die Fachwerkscheune mit zwei Querdurchfahrten wurde 1842 unter einem Satteldach errichtet. Wegen der Veränderungen wurde das Gebäude ab 1986 nicht mehr im Denkmalverzeichnis geführt. | 45172273 | BW   |
| Wulferings Damm 31 52° 37′ 32″ N, 8° 4′ 22″ O | Stall                    | Das Fachwerkgebäude mit Zwerchgiebel wurde als Stall genutzt. Wegen der Veränderungen wurde das Gebäude ab 1986 nicht mehr im Denkmalverzeichnis geführt.                              | 45172298 | BW   |
| Wulferings Damm 31 52° 37′ 30″ N, 8° 4′ 21″ O | Stall                    | Der Stall ist als Wellblechgebäude neu errichtet worden. Wegen der Veränderungen wurde das Gebäude ab 1986 nicht mehr im Denkmalverzeichnis geführt.                                   | 45172442 | BW   |
| Wulferings Damm 31 52° 37′ 32″ N, 8° 4′ 19″ O | Backhaus                 | Dem anderthalbgeschossigen Fachwerkgebäude wurde der Backofen entfernt. Wegen der Veränderungen wurde das Gebäude ab 1986 nicht mehr im Denkmalverzeichnis geführt.                    | 45172355 | BW   |
| Wulferings Damm 31 52° 37′ 31″ N, 8° 4′ 22″ O | Wagenschauer/Remise      | Das Fachwerkgebäude steht unter einem Satteldach. Wegen der Veränderungen wurde das Gebäude ab 1986 nicht mehr im Denkmalverzeichnis geführt.                                          | 45172323 | BW   |
| Wulferings Damm 31 52° 37′ 32″ N, 8° 4′ 19″ O | Nebengebäude             | Der Fachwerkschuppen hat eine Holzlattenverkleidung. Wegen der Veränderungen wurde das Gebäude ab 1986 nicht mehr im Denkmalverzeichnis geführt.                                       | 45172389 | BW   |

### Ehemalige Baudenkmale
| Lage                                             | Bezeichnung              | Beschreibung | ID       | Bild |
| ------------------------------------------------ | ------------------------ | --- | -------- | ---- |
| Deelweg 52° 37′ 26″ N, 8° 4′ 46″ O               | Wohn-/Wirtschaftsgebäude | Das Fachwerkgebäude wurde als Doppelheuerhaus errichtet. Wegen der Veränderungen wurde es ab 1986 nicht mehr im Denkmalverzeichnis geführt. | 51708492 | BW   |
| Dieckbruchs Weg 6a 52° 38′ 44″ N, 8° 3′ 56″ O    | Wohn-/Wirtschaftsgebäude | Das Fachwerkgebäude wurde als Doppelheuerhaus errichtet. Wegen der Veränderungen wurde es ab 1982 nicht mehr im Denkmalverzeichnis geführt. | 51686836 | BW   |
| Grönloher Triftweg 25 52° 38′ 55″ N, 8° 3′ 11″ O | Hofanlage                | Die Hofanlage besteht neben dem Wohn-/Wirtschaftsgebäude von 1858 aus zwei Scheunen (1830 und 1871) und zwei Wagenschauern. Wegen der Veränderungen wurde der Hof ab 1986 nicht mehr im Denkmalverzeichnis geführt.                                               | 45321838 | BW   |
| Holdorfer Chaussee 40 52° 37′ 34″ N, 8° 2′ 38″ O | Sägewerk                 | Nach Überprüfung kam dem Sägewerk 2012 kein Denkmalwert mehr zu, sodass es nicht mehr im Denkmalverzeichnis geführt wurde. Ein Abbruch erfolgte wenig später. | 41844471 | BW   |
| Ole Weg 13 52° 38′ 17″ N, 8° 3′ 15″ O            | Wohn-/Wirtschaftsgebäude | Das Fachwerkgebäude wurde als Heuerhaus errichtet. Wegen der Veränderungen wurde es ab 1982 nicht mehr im Denkmalverzeichnis geführt. | 51680285 | BW   |
| Stiener Straße 19 52° 36′ 43″ N, 8° 3′ 41″ O     | Wohn-/Wirtschaftsgebäude | Das Zweiständer-Gebäude wurde als Heuerhaus für den Hof Engberding-Brickwede (vormals Hamke) errichtet. Wegen der Veränderungen wurde es ab 1986 nicht mehr im Denkmalverzeichnis geführt.                                                                        | 45322072 | BW   |
| Stiener Straße 19 52° 36′ 43″ N, 8° 3′ 40″ O     | Wohn-/Wirtschaftsgebäude | Das Zweiständer-Gebäude wurde als Heuerhaus errichtet. Wegen der Veränderungen wurde es ab 1986 nicht mehr im Denkmalverzeichnis geführt. | 51711014 | BW   |
| Wulferings Damm 5r 52° 37′ 29″ N, 8° 3′ 40″ O    | Wohnhaus                 | Das inmitten eines Gartens gelegene Fachwerkgebäude wurde 1914 für den Melker auf dem Hof Sickmann (vormals Wulfert) errichtet. Das Gebäude wurde wegen des mangelnden Denkmalwerts bereits 1982 nicht mehr im Denkmalverzeichnis geführt.                        | 45171513 | BW   |
| Wulferings Damm 16 52° 37′ 26″ N, 8° 4′ 11″ O    | Speicher                 | Das zweigeschossige Fachwerkgebäude stand unter einem Satteldach. Er wurde mit dem übrigen Hof Sänke (vormals Theilner) 1866 hierher versetzt. Beide Giebel kragten zweifach vor. Er wurde abgebrochen, sodass er 2016 aus dem Denkmalverzeichnis entfernt wurde. | 45171825 | BW   |